# Clemens Flämig
Clemens Flämig (* 1976 in Dresden) ist ein deutscher Dirigent und seit 2014 Leiter des Stadtsingechores zu Halle.

## Leben
Clemens Flämig wurde 1976 in Dresden geboren und war Mitglied des Dresdner Kreuzchores. Für seinen weiteren musikalischen Ausbildungsweg erhielt er 1995 das Rudolf-Mauersberger-Stipendium.
Von 1996 bis 2003 studierte Flämig an den Musikhochschulen in Freiburg, Mannheim und Trossingen Kirchenmusik, Chorleitung und Gesang. Zahlreiche Meisterkurse runden seine musikalische Ausbildung ab. Im Jahre 2014 nahm er in Berlin an einem Weiterbildungsmaster Chorleitung bei Jörg-Peter Weigle teil.
Neben solistischen Aufgaben sang Flämig nach seinen Studien in verschiedenen professionellen Vokalensembles in Deutschland und der Schweiz.
Als Kantor und Organist wirkte Flämig an der Georgskirche Denzlingen, in der Auferstehungskirche Freiburg-Littenweiler und im evangelischen Bezirkskantorat Breisgau-Hochschwarzwald. Außerdem war er mehrere Jahre Assistent im Freiburger Bachchor. Vom Mai 2011 bis Oktober 2014 war Clemens Flämig Vizedirigent der Knabenkantorei Basel. 2013 übernahm er auch mehrere Einstudierungen bei der Camerata Vocale Freiburg. Seit 2014 betreut er regelmäßig Aufführungen der J. S. Bach-Stiftung St. Gallen als Chorassistent.
Seit November 2014 ist Clemens Flämig Leiter des Stadtsingechor zu Halle.
Sein Großvater war der frühere Kreuzkantor Martin Flämig.